# Джейн Эйр (фильм, 1996)
«Джейн Эйр» (англ. Jane Eyre) — художественный фильм режиссёра Франко Дзеффирелли по мотивам книги «Джейн Эйр» британской писательницы Шарлотты Бронте.

## Сюжет
Джейн Эйр — независимая и умная девушка, которая нанимается гувернанткой в поместье Торнфилд к внебрачной дочери его владельца, мистера Рочестера. Единственная вещь, о которой она даже и не догадывается — это то, что в огромном замке взаперти содержится умалишённая жена Эдварда Рочестера, Берта…

Джейн учит Адель рисовать

## В ролях
- Шарлотта Генсбур — Джейн Эйр
- Уильям Хёрт — Эдвард Фэйрфакс Рочестер
- Мария Шнайдер — Берта
- Билли Уайтлоу — Грейс Пул
- Джоан Плаурайт — миссис Фэйрфакс
- Жозефина Серр — Адель
- Джеральдина Чаплин — мисс Скэтчерд
- Аманда Рут — мисс Темпл
- Лиэнн Роу — Элен Бёрнс
- Анна Пэкуин — юная Джейн
- Ник Найт — юный Джон Рид
- Никола Ховард — Элиза Рид
- Саша Графф — Джорджиана Рид
- Джон Вуд — мистер Броклхёрст
- Фиона Шоу — миссис Рид
- Ричард Уорик — Джон Рид
- Сэмюэл Уэст — Сент-Джон Риверс
- Шарлотта Аттенборо — Мэри Риверс
- Крис Ларкин — Фредерик Линн
- Эль Макферсон — Бланш Ингрэм
- Джулиан Феллоуз — полковник Дент
- Уолтер Спарроу — лорд Эштон
- Эдвард де Соуза — Ричард Мейсон
- Питер Вудторп — мистер Бриггс

## Награды и номинации
- 1996 — David di Donatello Awards — Лучший дизайн костюмов (Дженни Беван)[3]